# Bjørgen Station
Bjørgen Station (Bjørgen stasjon) er en tidligere jernbanestation på Rørosbanen, der ligger i Midtre Gauldal kommune i Norge.
Stationen åbnede 4. januar 1876 sammen med den nordlige del af banen mellem Singsås og Støren. Den blev nedgraderet til holdeplads 11. december 1960 og til trinbræt 2. oktober 1961. Betjeningen med persontog ophørte 14. december 2003.
Stationsbygningen blev opført til åbningen i 1876 efter tegninger af Georg Andreas Bull. Den blev revet ned i 1974.